# Estiva
Estiva este un oraș în Minas Gerais (MG), Brazilia.